# Адвентистське агентство допомоги та розвитку в Україні
Адвентистське агентство допомоги та розвитку в Україні (ADRA Ukraine) — представництво міжнародної благодійної організації ADRA (Adventist Development and Relief Agency). ADRA Ukraine здійснює свою діяльність в Україні з 1993 року, надаючи разову та довгострокову допомогу нужденним людям, що проживають на території України, незалежно від їхньої етнічної, політичної та релігійної приналежності.
Головне завдання ADRA — підтримувати нужденних людей та найвразливіші верстви населення, покращуючи їхнє життя, сприяючи їхній активності та успішності в подоланні складних життєвих ситуацій.
За час існування ADRA Ukraine реалізувала сотні різноманітних проєктів, завдяки яким українці отримали гуманітарну допомогу, у тому числі продовольчу, фінансову, психологічну та інші види допомоги. Лише за три роки широкомасштабного вторгнення — з 2022 по 2025 рік — допомогу отримали понад 3,2 мільйона унікальних бенефіціарів (дані — станом на лютий 2025 року).

## Історія
Адвентистське агентство допомоги та розвитку (ADRA) засноване в 1956 році як один із підрозділів Церкви адвентистів сьомого дня (АСД) і має консультативний статус при Економічній і соціальній раді ООН. Нині агентство працює у 120 країнах світу. Благодійна організація ADRA Ukraine як українське представництво ADRA офіційно зареєстрована та реалізує гуманітарні проєкти, починаючи з 21 лютого 1993 року.
ADRA Ukraine допомагає постраждалим під час конфліктів та катастроф, переселенцям та їхнім сім’ям, дітям-сиротам, вихованцям дитячих будинків та притулків, пацієнтам лікарень, особам у зонах бойових дій, людям з інвалідністю та пенсійного віку, а також популяризує здоровий спосіб життя. 

Девіз благодійної організації: 
«Змінюючи одне життя, ми змінюємо весь світ!» (англ.: Changing one life, we change the world!). 

### Основні етапи розвитку ADRA Ukraine

#### 1993–2014
У цей період організація надавала допомогу вразливим верствам населення країни, зокрема:
- постраждалим від стихійних лих на Закарпатті та Буковині;
- переселенцям з Афганістану, Сирії та країн Африки;
- дітям, хворим на рак;
- дітям, постраждалим унаслідок аварії на Чорнобильській АЕС, та іншим вразливим категоріям громадян.

Серед проєктів організації в той період:
- їдальні для безхатніх дітей;
- новорічні подарунки дітям у дитячих будинках та школах-інтернатах;
- побудова дитячого будинку сімейного типу в м. Сміла Черкаської області (2007 р.);
- надання одягу та взуття малозабезпеченим особам;
- надання медичного обладнання для медичних закладів м. Києва, м. Обухова та м. Українки.

#### 2014–2022
З початком Революції Гідності, анексії Криму та війни на сході України, окрім традиційної допомоги малозабезпеченим сім’ям, школам-інтернатам, лікарням, громадським організаціям, ADRA Ukraine почала реалізовувати проєкти допомоги постраждалим від бойових дій. До напрямів допомоги додалися:
- Допомога постраждалим під час подій на Майдані та на сході України (гуманітарна, психосоціальна, медикаменти);
- Відновлення будинків, пошкоджених унаслідок конфлікту на сході;
- Надання палива для обігріву та утеплення будинків (Донецька та Луганська області);
- Забезпечення питною водою та засобами гігієни переселенців і постраждалих;
- Допомога сім’ям переселенців у місцях компактного проживання — у Києві та області;

У період активних бойових дій 2014 року та після них ADRA Ukraine активно доставляла гуманітарну допомогу — питну воду, продукти, засоби гігієни — мешканцям прифронтових територій та так званої «сірої зони».
Серед видів допомоги населенню, постраждалому від бойових дій на сході України, надавалися: психосоціальна допомога; фінансова підтримка (ваучери на закупівлю продуктів); роздача наборів із речами (ковдри, одяг, засоби гігієни). Встановлювалися станції фільтрації води. На підконтрольній уряду України території для переселенців організовувалися безкоштовні масажі, благодійні концерти та різноманітні курси.
Одним з благодійних проєктів, який підтримала у той час ADRA Ukraine разом з іншими партнерами, був проєкт «Східний янгол», який передбачав збір благодійних пожертв громадянами для допомоги постраждалим. Таким чином до допомоги могли долучитися не лише організації, а й небайдужі люди.

#### З 2022 року — по теперішній час
Повномасштабне вторгнення збройних сил Російської Федерації в Україну, що розпочалося 24 лютого 2022 року, призвело до безпрецедентних наслідків: масштабних руйнувань у багатьох містах України, загибелі цивільного населення, зростання кількості переселенців і біженців. Тож ADRA Ukraine постала перед викликом діяти в умовах багаторазового збільшення масштабів кризи та кількості нужденних. У цих умовах, протягом перших кількох місяців відгукнулися представництва ADRA та уряди багатьох країн, міжнародні гуманітарні організації (Всесвітня продовольча програма ООН, Гуманітарний фонд для України та інші донори), завдяки яким українці почали систематично отримувати гуманітарну допомогу. 
Робота ADRA Ukraine полягала в налагодженні співпраці з місцевою владою, після чого працівники та волонтери виїжджали до нужденних громад. Почали реалізовуватись масштабні проєкти, спрямовані на підтримку постраждалих регіонів. Так, «людям надавали фінансову допомогу на відновлення житла та ремонт домогосподарств — це були ваучери... (та) прямі грошові перекази на картки». Значну увагу було приділено внутрішньо переміщеним особам з усієї України. Для них створили прихистки — зокрема в Бучі на території Українського гуманітарного інституту, у Чернівцях (християнський табір Your Camp), а також у санаторії «Сонячні Карпати» в Закарпатській області. «Завдяки проєкту люди могли проживати в цих прихистках безкоштовно. Їх забезпечували харчуванням, гігієнічними засобами, транспортом та всім необхідним для комфортного проживання». Були запроваджені проєкти з евакуації громадян із небезпечних територій, надання продовольчої допомоги (продуктові набори, хліб), непродовольчої (генератори, паливні брикети), а також проєкти з відбудови зруйнованого житла. Важливим напрямом, починаючи з 2022 року, стала психологічна допомога — для цього був значно розширений штат психологів.
Благодійна організація й надалі надає необхідну допомогу українцям, постраждалим від війни, охоплюючи широкий спектр їхніх потреб.

### Проєкти ADRA Ukraine охоплюють такі напрями допомоги:
- Продовольча допомога — видача продуктових наборів, хліба, харчових продуктів та ваучерів на придбання продуктів у супермаркетах вразливому населенню; продовольча підтримка прихистків, центрів реабілітації тощо.
- Захист — центри захисту та підтримки, у яких нужденні люди можуть безоплатно отримати воду й їжу, психологічну та юридичну допомогу, можливість зарядити пристрої, послуги друку документів.
- Прихистки та транзитні центри — місця тимчасового перебування, безоплатне житло для переселенців.
- Фінансова допомога — підтримка вразливих категорій населення у вигляді грошових виплат.
- Евакуація — вивезення людей із зон бойових дій та прифронтових територій до безпечніших регіонів;транспортування лежачих хворих, осіб поважного віку, людей з інвалідністю та дітей-сиріт.
- Соціальні перевезення — доставка мешканців прифронтових територій до об’єктів критично важливої інфраструктури: центрів надання державних послуг, лікарень, банків, магазинів тощо.
- Відновлення будівель — реконструкція пошкоджених житлових будинків, освітніх закладів та іншої критично важливої інфраструктури; утеплення; видача будівельних матеріалів та ваучерів на їх придбання.
- Підготовка до зими — забезпечення електрогенераторами, печами, системами опалення, а також зимовими наборами, які включають: ковдри, матраци, спальники, теплий одяг і взуття, термоси, павербанки та інше.
- Психологічна підтримка — психологічна, психосоціальна, психотерапевтична індивідуальна та групова допомога.
- Освіта — психосоціальна допомога й освітні заходи для дітей, студентів, їхніх батьків та вчителів.
- Підтримка ініціатив громад — фінансова допомога громадським організаціям, які підтримують і надають послуги вразливому населенню.
- Дитячі літні табори — організація відпочинку для дітей із соціально вразливих категорій.
- Святкові подарунки — вручення подарунків дітям із числа вразливого населення.
- Правова допомога — надання юридичної підтримки та захисту прав.
- Охорона здоров’я — забезпечення медикаментами, медичним обладнанням, генераторами для лікарень, кріслами колісними для людей з інвалідністю.
- Безоплатні медичні огляди — медичне обстеження біженців і внутрішньо переміщених осіб.
- Вода, санітарія та гігієна — відновлення доступу до чистої води, встановлення систем очищення, поліпшення санітарних умов, видача гігієнічних наборів.
- Професійна орієнтація — взаємодія з центрами зайнятості, координація та підтримка людей у пошуку роботи задля забезпечення життєвих потреб.
- Мовні курси — навчання переселенців для їхньої інтеграції в нові громади.

## Основні напрями діяльності під час повномасштабної війни в Україні (2022 – 2025)

### Продовольча допомога
ADRA Ukraine надає продовольчу допомогу населенню: видає продуктові набори, роздає хліб та ваучери на продукти. Основним донором цієї допомоги є Всесвітня продовольча програма ООН за підтримки швейцарського представництва ADRA, проте до продовольчої допомоги, залежно від проєкту, долучаються й інші донори. У громадах, де доступ до інфраструктури унеможливлений через близькість до лінії фронту, продукти харчування видаються всім мешканцям без винятку. У районах, де безпечніше, продукти отримують лише особи з числа вразливих категорій.
У деяких громадах, за рішенням Всесвітньої продовольчої програми ООН, продуктова допомога була замінена наданням коштів на продукти (перехідна грошова програма ВПП ООН). Продуктовими наборами від ВПП ООН також забезпечуються соціальні, медичні та інші заклади. За підтримки інших донорів благодійна організація забезпечує продуктами переселенців у прихистках. 
Обсяг допомоги, наданої в межах напряму:
- продуктові набори — 7 270 263 шт.;
- продуктово-гігієнічні набори — 49 277 шт.;
- дитяче харчування — 365 241 шт.;
- хліб — 29 594 790 шт.;
- ваучери на продукти — 226 683 шт.;
- кількість тонн продуктів (гігієнічна складова не враховується) — 92 588 тонн.

- Загальна кількість бенефіціарів, що отримали допомогу — 2 654 640 осіб.

Статистика за три роки повномасштабної війни, станом на лютий 2025 року.

### Психологічна допомога
Організація активно займається покращенням ментального здоров’я осіб, які постраждали від війни: переселенців, дітей та підлітків, людей поважного віку, а також представників партнерських організацій. Станом на січень 2024 року психологічна служба ADRA Ukraine налічувала 24 висококваліфіковані фахівці — психологи, серед яких 10 психотерапевтів та один психіатр. Серед видів допомоги, яку надають фахівці організації в межах кількох проєктів за напрямом MHPSS (Mental Health and Psychosocial Support — психічне здоров’я та психосоціальна підтримка): психологічна просвіта, консультативна допомога, психотерапія, психіатрична допомога, групова терапія, сімейна та парна терапія, емоційна та корпоративна підтримка. 
Кількість бенефіціарів, які отримали психологічну допомогу, — 55 048 осіб (станом на лютий 2025 року).

### Центри захисту та підтримки
Благодійна організація забезпечила функціонування кількох центрів захисту та підтримки (protection center) для внутрішньо переміщених осіб та інших представників вразливих категорій. Станом на березень 2025 року ADRA Ukraine відкрила 5 таких центрів — по одному в кожній з областей: Київській, Дніпропетровській, Житомирській, Хмельницькій і Полтавській. Ще шість центрів перебувають на етапі відкриття: два — в Дніпропетровській області, по одному — в Харківській, Чернігівській, Миколаївській та Сумській областях. У центрах захисту переселенці та мешканці міст можуть отримати психологічну й юридичну допомогу, скористатися простором для навчання та роботи, а також отримати інші види підтримки.
Кількість бенефіціарів, які отримали допомогу в центрах захисту, — 14 031 особа (станом на лютий 2025 року).

### Літні табори для дітей
ADRA Ukraine організовує літні табори для дітей з числа вразливих категорій — тих, хто постраждав від війни, втратив батьків або перебуває у складних життєвих обставинах. Реалізуються програми, які надають їм можливість емоційного відновлення, психологічної підтримки та змістовного відпочинку. У межах таких таборів діти проходять арттерапію, беруть участь у тренінгах і групових заняттях, а також насолоджуються активним дозвіллям, екскурсіями та спілкуванням з однолітками. Табірні заходи проводилися в Івано-Франківській, Рівненській, Закарпатській та інших областях.Також було організовано відпочинок дітей за кордоном, зокрема в Австрії. Проєкти таборів реалізовувалися за підтримки таких партнерів: Данське міністерство міжнародного розвитку (DANIDA), Церква Ісуса Христа Святих Останніх Днів в Україні, представництва ADRA у Данії, Іспанії, Чехії, Німеччині, Австрії та Австралії. 
У літніх таборах з 2022 по 2025 рік на благодійній основі відпочили 563 дитини з числа вразливого населення.

### Святкові подарунки для дітей
У зимовий період, зокрема на Різдвяні та новорічні свята, організація передає подарунки дітям з числа вразливих категорій: важкохворим, дітям з інвалідністю та особливими освітніми потребами, сиротам, дітям, які втратили батьків через війну, а також внутрішньо переміщеним дітям. Акції з вручення подарунків відбувалися в різних регіонах України — Київській, Харківській, Дніпропетровській, Львівській, Херсонській, Житомирській, Полтавській, Хмельницькій та Чернівецькій областях. Ця ініціатива стала можливою завдяки підтримці міжнародних партнерів — представництв ADRA у Норвегії, Австрії, Бельгії та Японії. 
З 2022 по 2025 рік святкові подарунки загалом отримали 2 269 дітей з числа вразливого населення. 

### Грошова допомога
ADRA Ukraine активно надає грошову допомогу тим, хто потребує підтримки внаслідок непередбачених обставин. Представники команди ADRA Ukraine реєструють на фінансову допомогу осіб з числа вразливих категорій, а також мешканців міст, чиє житло було пошкоджене й потребує ремонту. Постраждалі громадяни також отримують грошові сертифікати, завдяки яким можуть придбати продукти, будівельні матеріали або інші необхідні речі.  Крім того, ADRA Ukraine за підтримки донорів надає фінансову допомогу кільком прихисткам для переселенців, розташованим у різних містах України. Завдяки цій допомозі прихистки забезпечують людей усім необхідним на перший час: теплим харчуванням, зручним ліжком, засобами гігієни, психологічною та юридичною підтримкою.
Кількість бенефіціарів, що отримали грошову допомогу (станом на лютий 2025 року):
- багатоцільова грошова допомога — 88 245 осіб;
- оплата оренди — 940 осіб;
- мікрогрантами охоплено — 76 895 осіб.

Загалом фінансова допомога охопила 166 080 осіб. 

### Евакуація
ADRA Ukraine евакуює громадян з прифронтових територій до безпечніших регіонів. Особливу увагу організація приділяє тим, хто потребує спеціальних умов — малорухливим чи літнім людям, особам з інвалідністю тощо. Для евакуйованих передбачено можливість розміщення у прихистку, отримання психологічної та інших видів підтримки. Мешканці регіонів з високим рівнем небезпеки можуть подати заявку до благодійної організації на безкоштовне перевезення до безпечніших регіонів або до кордону, звідки можлива евакуація за межі України.
Кількість евакуйованих осіб — 48 309 (станом на лютий 2025 року).

### Соціальні перевезення
У деяких громадах, де через бойові дії зруйновано інфраструктуру й відсутнє транспортне сполучення, діють соціальні рейси від ADRA Ukraine. Безкоштовним транспортом мешканці можуть дістатися до сусідніх населених пунктів, де розташовані магазини, лікарні, банківські установи тощо. 
Кількість бенефіціарів, які отримали послуги соціального перевезення, — 73 165 осіб (станом на лютий 2025 року).

### Відновлення будівель
Організація здійснює ремонт і утеплення будівель, насамперед пошкоджених унаслідок бойових дій, а також надає ваучери на будівельні матеріали. Так, «після звільнення Ірпеня, на території міста ADRA Ukraine проводила ремонтні роботи у житлових будинках, що передбачали відновлення дахів, фасадні роботи, доставку будівельних матеріалів, ремонт котельні та облаштування прихистку для переселенців... десятки сімей міста отримали сертифікати на будівельні матеріали». Крім того, проводилася реконструкція приміщень закладів освіти та бомбосховищ в Миколаївській області. 
Обсяг наданої допомоги (станом на лютий 2025 року):
- видача будівельних матеріалів для 280 бенефіціарів;
- легкі / середні ремонти для 4 197 бенефіціарів (917 домоволодінь);
- ваучери на придбання будівельних матеріалів — 4 197 шт.

### Непродовольча допомога
Проєкти з надання непродовольчої допомоги українському населенню передбачають постачання одягу й взуття, спальних мішків, а також зимових наборів і речей, серед яких: тепловентилятори, обігрівачі, печі-булер’яни, ковдри, павербанки, ліхтарики та термоси. Така допомога призначена для забезпечення населення основними засобами комфорту та безпеки, особливо в межах підготовки до зимового періоду. Благодійна організація реагує на запити від прихистків щодо допомоги з підготовкою до зими, забезпечуючи їх необхідними матеріалами для обігріву та утеплення приміщень. ADRA Ukraine надає паливні брикети прихисткам і мешканцям деокупованих територій, де через мінну небезпеку в лісах люди не мають доступу до палива. Також різні заклади та установи — лікарні, прихистки, заклади освіти, центри незламності тощо — отримують генератори для забезпечення безперебійного електропостачання. 
Обсяг наданої допомоги (станом на лютий 2025 року):
- генератори — 184 шт.;
- паливні брикети — 2 455 тонн для 5 084 бенефіціарів.
- Підготовка до зими (печі, одяг, постільна білизна, ковдри, матраци, побутова техніка, посуд, меблі) — 5 904 шт. для 10 267 бенефіціарів.

Загалом допомогу отримав 15 351 бенефіціар.

### Здоров'я
ADRA Ukraine надає медичне обладнання та медичні витратні матеріали для лікарень, а також забезпечує їх електрогенераторами. Однією з лікарень, яка отримала медичне обладнання від організації, є київська лікарня «Охматдит», що постраждала від ракетного удару в липні 2024 року. ADRA Ukraine також активно допомагає особам з інвалідністю, забезпечуючи їх інвалідними візками. Особи з числа вразливих категорій отримують безкоштовні медичні консультаційні та діагностичні послуги завдяки мобільним клінікам, які працюють за підтримки ADRA Ukraine.
Загалом допомогу за проєктами напряму «Здоров’я» отримали 14 663 бенефіціари (станом на лютий 2025 року). 

### Вода, санітарія, гігієна
ADRA Ukraine вживає систематичних заходів для забезпечення українців доступом до питної води та гігієнічних наборів. Організація здійснює буріння свердловин, встановлює системи каналізації й очищення води, надає бутильовану питну воду мешканцям прифронтових регіонів. Зусилля спрямовані на покращення санітарно-гігієнічних умов та забезпечення жителів необхідними ресурсами для здорового й безпечного способу життя. Організація також забезпечує навчальні заклади та лікарні обладнанням для очищення води. Особлива увага приділяється громадам, які потерпають від екологічного забруднення внаслідок підриву Каховської ГЕС. 
Обсяг наданої допомоги (станом на лютий 2025 року):
- гігієнічні набори — 35 772 шт.;
- системи очищення води — 26 шт.;
- буріння свердловин — 6 шт. (системи очищення води та буріння свердловин охопили 25 545 бенефіціарів);

- видача бутильованої води — 99 715 шт., 598 290 літрів для 22 709 бенефіціарів.

Загальна кількість бенефіціарів — 84 026 осіб.

### Підтримка ініціатив громад
ADRA Ukraine втілює програму «Підтримка ініціатив громад», яка реалізується в межах проєктів, що фінансуються за підтримки Міністерства закордонних справ Данії (DANIDA). Програма має на меті об’єднати зусилля, посилити потенціал та підтримати ініціативи, спрямовані на вирішення суспільних проблем, реалізацію власних проєктів для подолання наслідків кризових ситуацій, сприяння розвитку громади та підтримку найбільш уразливих верств населення. Так, у лютому 2024 року ADRA Ukraine провела конкурс з відбору проєктів місцевих ініціатив у місті Миколаєві та, за його результатами, надала підтримку 13 благодійним і громадським організаціям.
Станом на лютий 2025 року підтримку отримали 37 громадських організацій. 

### Освіта
Освіта є одним з основних пріоритетів у діяльності ADRA у всьому світі. Освітні проєкти, що реалізовані або реалізуються в Україні організацією ADRA Ukraine, передбачають фізичне, психоемоційне, інтелектуальне та духовне відновлення учнів навчальних закладів, їхніх батьків, а також педагогів. Зокрема, психосоціальна допомога в межах освітніх проєктів надавалася у школах міст Дніпра, Львова, Полтави, Бучі, Білої Церкви та Херсона. Серед бенефіціарів — діти та їхні батьки, що зазнали досвіду внутрішнього переміщення, а також учні з особливими освітніми потребами. 
Так, у 2024 році завдяки освітнім проєктам ADRA Ukraine було надано допомогу з питань психічного здоров’я та психосоціальної підтримки в навчальних закладах для 2 101 дорослого та 7 240 дітей. Також відновлено доступ до навчання через реконструкцію приміщень і облаштування укриттів у дев’яти навчальних закладах. 
Загалом в освітніх проєктах допомогу отримали 10 217 бенефіціарів (станом на лютий 2025 року). 

### Благодійні концерти
Одним із видів допомоги є збір пожертв для нужденних під час благодійних концертів, організованих ADRA Ukraine. Так, 2 грудня 2023 року в місті Києві відбувся благодійний концерт, присвячений 30-річчю діяльності благодійної організації ADRA в Україні. Спеціальними гостями стали народні артисти України Оксана Білозір та Віктор Павлік. Завдяки концерту зібрали 110 000 грн для допомоги жителям Херсонщини. 
11 травня 2024 року в Києві відбувся благодійний концерт, присвячений Дню матері. Спеціальні гості — заслужена артистка України, телеведуча й співачка Анжеліка Рудницька та народний артист України Анатолій Матвійчук. Під час заходу зібрали 51 739 грн для підтримки прихистку «Гармонія» в Дніпропетровській області, де проживають близько 80 переселенців. 

### Юридична допомога
ADRA Ukraine надає безоплатну юридичну допомогу внутрішньо переміщеним особам та іншим постраждалим від війни. Консультації надають кваліфіковані юристи в центрах захисту й підтримки ADRA Ukraine, під час виїзних зустрічей у різних містах України, а також онлайн та телефоном. Юридична підтримка охоплює широкий спектр питань — від отримання компенсації за зруйноване майно чи перебування в полоні до відновлення документів, оформлення соціальних виплат, розірвання договорів та вирішення сімейно-правових справ.
Безоплатні юридичні консультації з 2022 по 2025 рік загалом отримали 2 894 бенефіціари.

## Співпраця з українськими структурами
Співпраця ADRA Ukraine з державними та громадськими структурами в Україні охоплює широкий спектр напрямів — від гуманітарної допомоги й захисту прав людини до медичної підтримки та психологічної реабілітації. 
У сфері соціального захисту ADRA Ukraine активно співпрацює з органами державної та місцевої влади й центрами зайнятості. Серед прикладів — Меморандум про співпрацю з Офісом Омбудсмана України, спільні проєкти з адміністраціями міст Ірпінь і Куп’янськ, спрямовані на відновлення інфраструктури, підтримку мешканців і надання гуманітарної допомоги. А партнерство з Київським міським центром зайнятості відкриває нові можливості для перекваліфікації та працевлаштування внутрішньо переміщених осіб та демобілізованих військових. 
Організація уклала низку меморандумів з провідними медичними установами України, зокрема Інститутом серцево-судинної хірургії ім. Амосова, Павлоградською міською лікарнею №1, а також інститутом медико-соціальних проблем інвалідності. Метою цих партнерств є забезпечення спеціалізованою допомогою ветеранів, осіб з інвалідністю, переселенців та інших постраждалих унаслідок війни. 
ADRA Ukraine також об’єднує зусилля з громадськими фондами, які працюють із дітьми та ветеранами. Серед ключових партнерів — благодійна організація Save Ukraine, фонд «Серце Азовсталі» та спортивний клуб «CLAN». Завдяки цим ініціативам організація надає психологічну підтримку родинам полонених і загиблих військових, допомагає дітям, які пережили втрати, та сприяє їхній інтеграції й розвитку. Комплексний підхід до допомоги охоплює як фізичне, так і психоемоційне відновлення українців.

## Фінансування та міжнародні партнери
Основними донорами та партнерами ADRA Ukraine є міжнародні гуманітарні організації, уряди країн та благодійні фонди. Серед них: Всесвітня продовольча програма ООН (WFP), Гуманітарний фонд для України (The UN Ukraine Humanitarian Fund), Управління ООН з координації гуманітарних справ, ЮНІСЕФ - Міжнародний надзвичайний фонд допомоги дітям при ООН, Управління Верховного комісара ООН у справах біженців, Гуманітарна допомога та цивільний захист Європейського Союзу, Данське агентство міжнародного розвитку (DANIDA), DanChurchAid, Федеральне міністерство закордонних справ Німеччини, Aktion Deutschland Hilft, Global Affairs Canada International Humanitarian Assistance, Канадський продовольчий банк, Національна федерація цивільного захисту (FNPC), Radiohjalpen, SlovakAid, Japan Platform, KOA Corporation, OneMed, Діти дітям (KidsToKids), Marienhöhe Schulzentrum, Max Brose Hilfe, Ministry of Foreign Affairs of Japan, Ministry of Justice of Government of the Faroe Islands, Церква Ісуса Христа Святих Останніх Днів та інші.
Також партнерську допомогу надають представництва ADRA в інших країнах, серед яких: Австралія, Австрія, Бразилія, Болгарія, Канада, Китай, Хорватія, Чехія, Данія, Фіджі, Фінляндія, Франція, Німеччина, Італія, Японія, Корея, Нідерланди, Нова Зеландія, Норвегія, Перу, Філіппіни, Польща, Португалія, Румунія, Словаччина, Іспанія, Швеція, Швейцарія, Тайвань, Велика Британія.
Крім того, на деякі проєкти надходять кошти зі зборів пожертв через офіційний сайт ADRA Ukraine, а також із благодійних заходів тощо.

## Визнання, вплив
- За версією журналу Forbes Ukraine, ADRA Ukraine посіла 13-те місце серед благодійних фондів України (серпень–вересень 2024 року)[59].
- ADRA Ukraine здобула 1-ше місце в номінації «Народний доброчинець-2023: благодійність у захисті України» Національного конкурсу «Благодійна Україна»[60].
- 12-те місце у рейтингу «Топ 100 доброчинних організацій України за підсумками 2023 року» (організатор — ВБО «Асоціація благодійників України»)[61].

ADRA Ukraine отримує численні подяки та відзнаки від представників місцевих адміністрацій громад, яким благодійна організація надає допомогу.

## Інциденти, у яких постраждали волонтери ADRA Ukraine
За період повномасштабного вторгнення внаслідок обстрілів та атак дронів постраждали волонтери благодійної організації ADRA Ukraine. Зафіксовано такі інциденти:
- 11 серпня 2023 року, м. Берислав, Херсонська область: Російський дрон скинув боєприпаси на склад ADRA Ukraine під час відвантаження гуманітарної допомоги. Автотранспорт отримав пошкодження, а волонтери зазнали легких контузій[62]. З цього приводу висловилась гуманітарна координаторка ООН в Україні Деніз Браун, констатувавши загибель мирного населення від невибіркових ударів РФ і те, що «удари також вплинули на роботу гуманітарних організацій та нашу здатність допомагати постраждалим від наслідків війни»[63].
- 5 жовтня 2023 року, с. Гроза, Харківська область: Унаслідок ракетного обстрілу загинули понад 50 осіб, серед них — волонтери з числа місцевих мешканців, які допомагали ADRA Ukraine у розповсюдженні продовольчих наборів[64].
- 6 лютого 2024 року, м. Берислав, Херсонська область: Унаслідок атаки дронів на територіальний центр соціальної допомоги постраждала 55-річна бухгалтерка центру, яка була волонтеркою ADRA Ukraine та ВПП ООН[65].
- 14 серпня 2024 року, м. Куп'янськ, Харківська область: FPV-дрон атакував пункт видачі гуманітарної допомоги ADRA Ukraine. Від вибуху постраждала людина, яка перебувала в автомобілі[66].
- 9 вересня 2024 року, селище Веселе, Херсонська область: Під час роздачі хліба FPV-дрони атакували місцевого волонтера ADRA Ukraine, який отримав контузію. Автомобіль із хлібом було знищено[67].
- 12 лютого 2025 року, селище Веселе, Херсонська область: Дрон атакував волонтерів під час видачі продуктових наборів. Унаслідок вибуху був поранений водій, знищено гуманітарний вантаж і автомобіль[68].

## Дивитися також
- Організація Об'єднаних Націй
- Церква адвентистів сьомого дня